# Paso del río Orinoco
El paso del río Orinoco es una infraestructura construida para permitir el cruce aéreo de una línea de alta tensión —formada por dos circuitos de 400 kV— sobre el río Orinoco en Venezuela, uniendo los estados de Anzoátegui al norte y Bolívar al sur del río. Se halla justo al oeste del puente Orinoquia en Ciudad Guayana, al norte de la confluencia de las rutas 1 y 19.
La instalación consiste en tres torres especiales —cada una de 240 metros de altura— de las cuales la intermedia se halla asentada sobre un islote pequeño en el centro del río. La longitud de las dos luces son 1185 y 1060 metros, respectivamente. Los extremos superiores de las torres tienen forma de V para sustentar dos conductores de tierra. 
En función de la información disponible estas torres pasaron a ser, después de la demolición en 1998 de la torre Omega en Trelew, Argentina, las estructuras artificiales de mayor altura en Sudamérica.